# Saúde e aparência de Michael Jackson
A aparência de Michael Jackson (1958–2009) sempre foi tema de controvérsia familiar e na mídia. Os boatos sobre a vaidade e a aparência do cantor sempre eram acompanhados com especulações sobre sua saúde mental e física, mas foi na década de 1980 que os boatos se espalharam e a vida profissional de Michael deixou de ser o suficiente para os jornais e revistas de todo o mundo. A partir de 1980, notava-se que a pele de Michael Jackson estava cada vez mais clara, seu nariz já não possuía o formato de nascença e o cantor vinha perdendo muito peso.
Em meados dos anos 1980, Michael foi diagnosticado com vitiligo e lupus — o que explicava o porque de ele ter se tornado branco —, então ele fazia uso de maquiagem para cobrir algumas partes da pele em aparições públicas. Os tabloides estadunidenses passaram a divulgar matérias sobre a vida pessoal de Michael e chegaram a o acusar de reconstruir os olhos, modificar os lábios e a testa e financiar uma rinoplastia. Segundo os tabloides, os amigos do cantor declararam que ele havia realizado várias cirurgias e processos de reconstrução facial. Durante esse período, especulações sobre a saúde do cantor também se tornaram constantes e a imagem pública de Michael foi um tanto degradada pela mídia mundial, como no Caso Jordan Chandler.
Durante a década de 1990, a aparência de Michael chamava cada vez mais a atenção da mídia e sua saúde também não parecia normal. Especulava-se que Michael estava se tornando dependente de medicamentos, principalmente sedativos e analgésicos fortíssimos. Porém, Michael se recuperou com a ajuda de sua amiga Elizabeth Taylor e do cantor britânico Elton John.
Durante os anos 2000, Michael e seus irmãos revelaram várias vezes os abusos físicos e psicológicos que seu pai cometia na era do Jackson Five. Michael evitava tocar no assunto, pois considerava o fato constrangedor. Quando Michael foi acusado de pedofilia em 2003, especialistas diagnosticaram que a mente de Michael se encaixava no padrão da mente de uma criança de 10 anos.

## Vitiligo
A pele de Michael Jackson era naturalmente negra durante sua juventude, mas a partir dos anos 1980, sua pele foi se tornando cada vez mais clara e pálida. Essas alterações na pele de Michael ganharam rapidamente a atenção da mídia. Segundo a biografia não oficial de J. Randy Taraborrelli, Michael foi diagnosticado com vitiligo e lúpus em 1983, embora fotos dos anos 1970 já mostrem manchas de vitiligo na pele do cantor. As doenças causaram sensibilidade de Jackson a luz solar. Jackson fez uso de alguns produtos para retardar os efeitos do vitiligo, como tretinoína. Michael também fez uso de hidroxicloroquina no couro cabeludo regularmente.

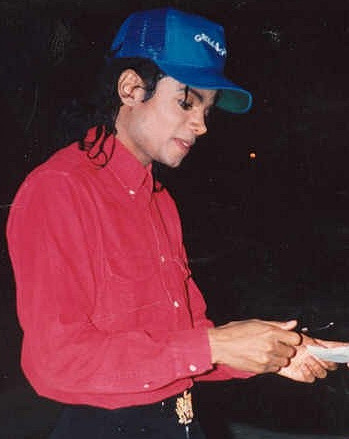
Jackson em 1988, no meio da transformação de sua pele.

Em fevereiro de 1993, Michael Jackson concedeu uma entrevista de 90 minutos a Oprah Winfrey, sendo sua primeira entrevista desde 1979. Durante a entrevista, Michael negou as acusações sobre seu clareamento artificial de pele e revelou ter vitiligo, o que causou furor no público, pois todos achavam até aquele momento que Jackson estava negando sua raça. A revelação também chamou atenção da população para a doença, que até então era pouco conhecida.
| “ | Poucas pessoas, exceto os médicos e aquelas que já tiveram a doença, já tinham ouvido o termo "vitiligo" até que Michael Jackson revelou no início da década de 1990 que a doença estava por trás da sua mudança de pele negra para branca. | ” |

A entrevista contou com uma audiência de 62 milhões de americanos.
Durante a era HIStory, Jackson casou com a enfermeira Debbie Rowe, auxiliar de dermatologista, que estava tratando de sua pele. O casamento durou 3 anos.
Após sua morte, a autópsia revelou que ele realmente possuía vitiligo, ao contrário do que tabloides e a mídia sensacionalista vinham noticiando, que ele clareou sua pele por sua própria vontade.
A autópsia também que revelou que no momento de sua morte ele estava saudável, tinha 62 kg, 1,75 de altura, e usava peruca, pois devido ao acidente num comercial da Pepsi, em 1984, Jackson ficou com calvície frontal.

## Peso e aparência
A forma do rosto de Michael havia mudado muito, e vários jornais especulavam sobre suas cirurgias no nariz e lábios. Segundo a biografia não oficial de J. Randy Taraborrelli, em 1979, Jackson fez sua primeira rinoplastia após quebrar o nariz durante um acidente num ensaio, porém a cirurgia não bem sucedida e Michael passou a se queixar de dificuldade respiratória e dores no nariz. Michael teve de realizar uma segunda rinoplastia em 1980. Em sua autobiografia, Moonwalk, Jackson revela fatos sobre suas rinoplastias e sobre outras cirurgias.
Em seu livro, Jackson atribuiu as mudanças na estrutura do seu rosto à puberdade, à alimentação vegetarianas, e à perda de peso. Em 1984, Michael sofreu um acidente enquanto gravava um comercial para a Pepsi. O cabelo do astro foi incendiado por fogos de artifício. Ele teve queimaduras de segundo grau no couro cabeludo. Durante entrevistas do documentário Living with Michael Jackson, o astro revelou que teve de fazer cirurgias para reparar seu rosto, após o acidente. Porém, devido a edição sensacionalista do documentário, essa parte da entrevista não foi ao ar, indo somente no documentário-resposta Take Two, que mostrava todo o sistema desonesto de edição do jornalista Martin Bashir.

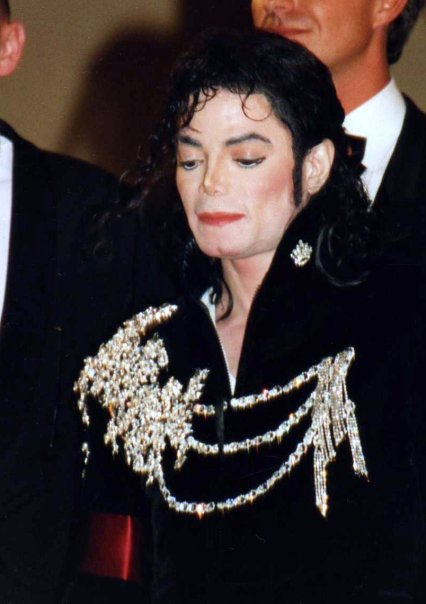
Jackson no "1997 Cannes Film Festival".

Em junho de 1992, o tabloide Daily Mirror publicou uma imagem inteira de primeira página do rosto de Jackson e o descreveu como "terrivelmente desfigurado" por cirurgias plásticas. Jackson processou o tabloide e, em 1998, eles entraram em acordo com a família do cantor.
Jackson começou a perder peso no início da década de 1980, devido sua dieta para alcançar o que ele chamava de "corpo de dançarino". Ainda segundo J. Randy Taraborrelli, biógrafo não oficial, em 1984, Michael havia perdido 9,1 kg e estava com peso de 48 kg e altura de 1,80 m (corpo muito magro). Os tabloides especulavam que ele estava sofrendo de anorexia nervosa, outro fato desmentido pelo cantor em sua própria biografia. Na mesma biografia, ele revelou que não gostava de comer e pessoas próximas como sua mãe e sua cozinheira, e as estrelas Elizabeth Taylor e Diana Ross, tinham de ficar insistindo, até que ele se alimentasse. Ele também revelou que perdia até quatro quilos em cada show que fazia, e que quando ficava focado em algum projeto não conseguia comer ou dormir. Como nas gravações do álbum Dangerous, que Jackson ficou praticamente quatro dias sem comer e dormir direito, segundo um dos produtores do álbum, Bill Bottrell.
| “ | Eu sou viciado em trabalho. | ” |

Na sequência  acusações de abuso infantil, em 1993, Jackson parou de comer e perdeu ainda mais peso. Agora sua mudança física estava inteiramente relacionada aos problemas do astro pop. No final de 1995, Jackson foi levado às pressas a um hospital, depois de desmaiar durante os ensaios para um programa de televisão (que foi posteriormente cancelado), o incidente foi causado por um ataque de estresse. Segundo uma das coreógrafas do especial, Jackson ensaiava intensamente sem fazer intervalos para comer ou descansar. A BBC informou que durante seu julgamento de 2005, o cantor sofreu novamente de doenças relacionadas ao estresse e à perda de peso grave.
Com o passar dos anos, Jackson passou a ter crises graves de insônia e ficava vários dias sem dormir.
| “ | Fisicamente, fazer shows é estressante. Quando estou no palco, é como uma maratona de 2 horas. Eu me peso antes e depois, e perco 4 kg. O suor fica por todo o palco. Então você vai para o hotel e a adrenalina está lá em cima e você não consegue dormir. E daí você tem um show no outro dia. É duro. | ” |